# Пафос (аеропорт)
Міжнародний аеропорт міста Пафос  (грец. Διεθνής Αερολιμένας Πάφου; тур. Baf Uluslararası Havaalanı) (IATA: PFO, ICAO: LCPH) розташований за 6,5 км на південний схід від міста Пафос, Кіпр. Це другий за величиною аеропорт країни, після міжнародного аеропорту Ларнака. Пафос зазвичай використовується туристами що відпочивають в західній частині Кіпру, забезпечуючи доступ до популярних курортів, як Корал-Бей, Лімасол і Пафос.
У травні 2006 року компанія Hermes Airports Limited взяла на себе будівництво, розвиток і функціонування аеропортів Ларнаки та Пафосу на 25 років. Новий термінал відкрився в аеропорту Пафос в листопаді 2008 року.
Аеропорт Пафос обслужив 2,277,741 пасажирів у 2015 році. В аеропорту є 28 стійок реєстрації, сім гейтів, 22 стоянок повітряних суден, банк, ресторани, кафе, бари, магазин безмитної торгівлі та сувенірний магазин. Інші послуги включають туристичне агентство, прокат автомобілів, надання першої допомоги, кімнату матері і дитини і доступність аеропорту для інвалідів.

## Авіалінії та напрямки, грудень 2022

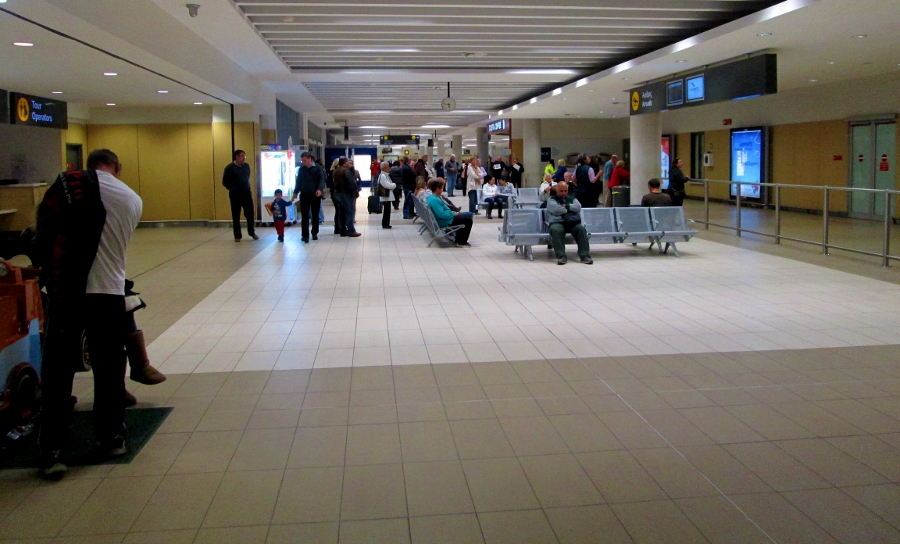
Paphos International Airport interior.

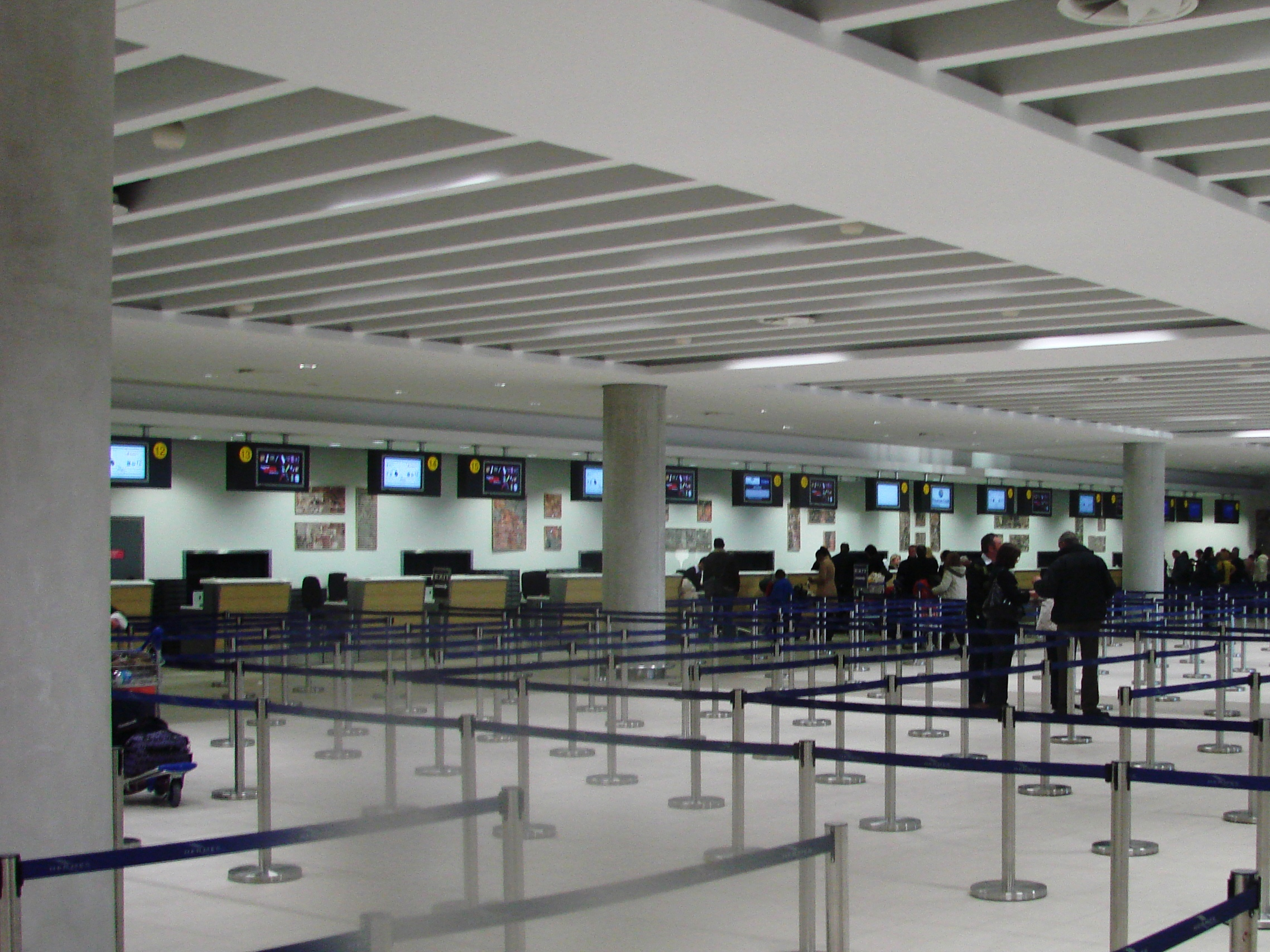
Paphos International Airport Check-In hall.

| Авіакомпанія           | Пункт призначення |
| ---------------------- | --- |
| Aegean Airlines        | Афіни |
| British Airways        | Сезонний: Лондон-Гатвік, Лондон–Хітроу |
| Buzz                   | Сезонний чартер: Катовиці, Познань, Варшава–Шопен |
| Copenhagen AirTaxi     | Сезонний чартер: Орхус |
| easyJet                | Бристоль, Единбург, Лондон–Гатвік, Лондон–Лутон, Манчестер |
| Edelweiss Air          | Сезонний: Цюрих |
| El Al                  | Сезонно: Тель-Авів |
| Jet2.com               | Бірмінгем, Лондон-Станстед, Манчестер Сезонний: Белфаст, Бристоль, Східний Мідландс, Единбург, Глазго, Лідс/Бредфорд, Ньюкасл |
| LOT Polish Airlines    | Сезонний чартер: Катовиці, Варшава–Шопен |
| Lufthansa              | Сезонний чартер: Мюнхен |
| Petroleum Air Services | Сезонний чартер: Каїр |
| Ryanair                | Амман, Афіни (з 5 травня 2023), Париж-Бове, Мілан-Бергамо, Берлін, Бордо (з 31 березня 2023), Бухарест, Будапешт, Ханья, Шарлеруа, Кельн/Бонн, Дублін, Ейндговен, Гданськ, Катовиці, Каунас, Краків, Лондон–Станстед, Манчестер, Марсель, Меммінген, Познань (з 29 березня 2023), Рига, Рим–Чіампіно, Софія, Таллінн, Тулуза (з 1 травня 2023), Тель-Авів, Салоніки, Відень, Варшава–Модлін, Вроцлав, Загреб Сезонні: Барі, Болонья, Братислава, Мальта, Міконос, Неаполь (з 2 травня 2023), Ньюкасл, Піза, Родос, Тревізо |
| Transavia              | Сезонний: Амстердам |
| TUI Airways            | Бірмінгем, Борнмут, Бристоль, Кардіфф, Східний Мідландс, Ексетер, Глазго, Лондон-Гатвік, Лондон-Лутон, Манчестер, Ньюкасл, Норвіч |
| TUIfly Belgium         | Сезонний: Брюссель |
| TUI fly Netherlands    | Сезонний: Амстердам |
| Tus Air                | Сезонний:Тель-Авів Сезонний: Париж–Шарль де Голль |

## Наземний транспорт
Автобусами з аеропорту можна дістатися Пафосу Прямі автобусні рейси до/з Лімасолу (вартість поїздки 9 євро), а також до Нікосії і Ларнаки (вартість поїздки 15 євро)

## Статистика
| Рік  | Пасажирообіг | Вантажообіг (тонн) |
| ---- | ------------ | ------------------ |
| 2017 | 2.518.169    |                    |
| 2016 | 2.336.471    | 468                |
| 2015 | 2.277.741    | 343                |
| 2014 | 2.097.923    | 403                |
| 2013 | 2.175.114    | 287                |
| 2012 | 2.242.797    | 500                |
| 2011 | 1.778.898    | -                  |
| 2010 | 1.613.546    | -                  |
| 2009 | 1.590.905    | -                  |
| 2008 | 1.765.461    | -                  |
| 2007 | 1.744.800    | -                  |
| 2006 | 1.832.655    | -                  |

## Пасажирообіг
Див. джерело запитів Вікіданих та джерела.